# Râul Zăpodea
Râul Zăpodea este un curs de apă, afluent al râului Mureș.  

## Hărți
- Harta Județul Harghita
- Harta Munții Gurghiu  Arhivat în 25 iulie 2011, la Wayback Machine.